# Медицинская метрология
Медици́нская метроло́гия — направление метрологии, основной задачей которого является обеспечение единства и достоверности измерений в медицине. В рамках медицинской метрологии проводятся научные исследования в области создания медицинских метрик, эталонов, образцов и т. п. Данные медицинской метрологии используются в медицинских информационных системах.